# Ceno (generale)
Ceno o Koinos (in greco antico: Koῖνος?, Kôinos; IV secolo a.C. – 326 a.C.) è stato un militare macedone antico durante la spedizione in Asia di Alessandro Magno.

## Biografia
Figlio di Polemocrate, ricco proprietario terriero assai influente, giovanissimo il giovane Ceno, approfittando della riforma militare voluta dal re macedone Filippo II, si arruolò nell'esercito, divenendo ben presto ufficiale. Il suo "battesimo di fuoco" lo ebbe nella battaglia di Cheronea, nel 338 a.C., dove l'esercito macedone sconfisse quello greco, formato da ateniesi e tebani. Si distinse particolarmente, meritandosi gli elogi del re macedone e di suo figlio Alessandro, che nello scontro aveva guidato la cavalleria.
Dopo l'assassinio di Filippo e l'ascesa al trono di Alessandro, nel 336 a.C., Ceno fu nominato generale e successivamente, alla vigilia della spedizione contro la Persia, sposò la figlia del generale Parmenione, secondo in comando dopo il re nella conduzione dell'esercito. Nell'autunno del 334 a.C., dopo la conquista della Caria, Alessandro congedò i suoi ufficiali e soldati che si erano appena sposati; Ceno allora poté rientrare in Macedonia e trascorrere l'inverno con la moglie; poi nella primavera dell'anno seguente (333 a.C.) si riunì al resto dell'esercito a Gordio. Comandò quindi una parte dell'esercito macedone, distinguendosi in tutte le battaglie di Alessandro (Isso, Tiro, Gaugamela) al comando della falange schierata al fianco destro dello schieramento, considerato, secondo la logica bellica macedone, il più onorevole dove combattere. Si conquistò inoltre la stima dello Stato maggiore, per le sue indiscutibili doti belliche: intelligenza tattica, coraggio in battaglia e sprezzo del pericolo.
Nel 330 a.C., quando il cognato di Ceno, Filota, comandante della cavalleria, fu scoperto a capo di una congiura contro Alessandro, il generale macedone non esitò ad essere tra i suoi accusatori. Il risultato fu che non solo il cognato fu giustiziato, ma anche il suocero Parmenione, considerato anch'egli complice nella congiura. Poco tempo dopo, nel 326 a.C., dopo la battaglia dell'Idaspe e la vittoria sul re indiano Poro, Alessandro decise di spingersi ancora più in là, oltre l'Ifasi (odierno Bears), arrivando fino al Gange, senza curarsi delle proteste dei suoi uomini. A questo punto fu proprio Ceno a prendere la situazione in mano: con coraggio parlò al re, facendogli presente la stanchezza dei soldati e la voglia di tornare indietro, per far ritorno alle loro case e alle loro famiglie. Indignato, il sovrano macedone si chiuse per tre giorni nella sua tenda, poi, quando ne uscì, decise di tornare indietro, esclamando: "Siete stati gli unici a vincermi!". Ma Ceno non poté godersi il ritorno verso casa, poiché morì in quel medesimo anno, di malattia (forse febbri malariche). Alessandro pianse la sua morte e in suo onore fece costruire una splendida tomba: si disse che avesse voluto tanto fortemente tornare indietro solo per rivedere il paese d'origine.